# School voor Bouwkunde, Versierende Kunsten en Kunstambachten

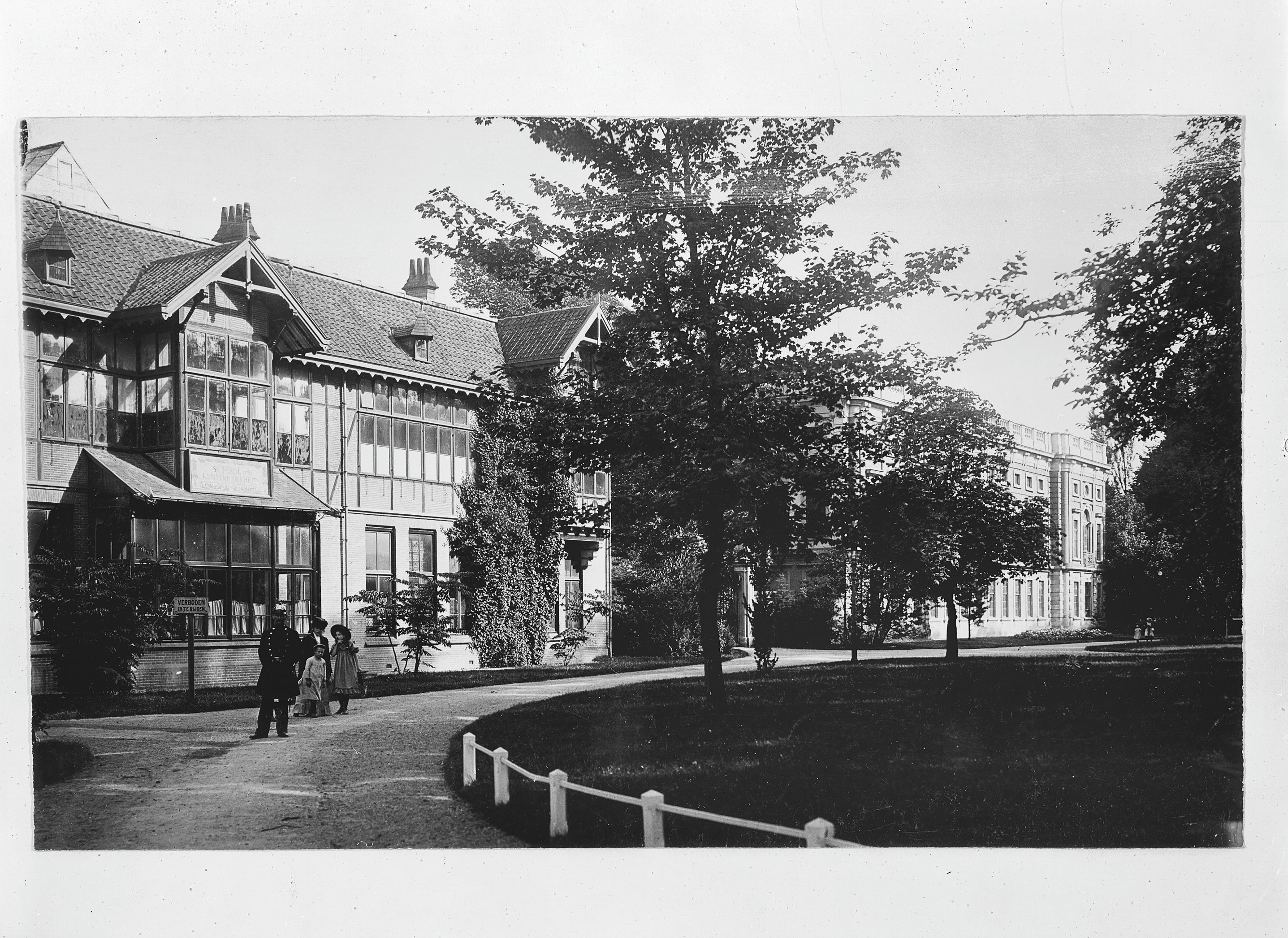
Kunstnijverheidsschool en Koloniaal Museum

De School voor Bouwkunde, Versierende Kunsten en Kunstambachten was van 1879 tot 1928 een kunstacademie in Haarlem. 

## Algemeen
De school werd opgericht door het Museum van Kunstnijverheid dat in 1877 was opgericht en gevestigd was in Paviljoen Welgelegen. De school werd als tekenschool op 7 januari 1879 door burgemeester Jordens geopend en vestigde zich aan de Kraaienhorstergracht (tegenwoordig Nassaulaan). 
Op 19 september 1883 verhuisde de school naar een lokaal op het terrein van Paviljoen Welgelegen waar voorheen zich het koetshuis bevond. Eduard August von Saher werd in 1880 de eerste directeur van de school. Hij was daarnaast vanaf 1889 directeur van het Museum van Kunstnijverheid. Hij werd na zijn overlijden opgevolgd door Henri Cornelis Verkruysen, die tot de sluiting aan de school verbonden bleef. 
Rond 1920 dreigde de school subsidie van de gemeente te verliezen en ontstonden er financiële problemen. Toen in 1923 dit proces zich leek te herhalen nam Otto van Tussenbroek ontslag als directeur van het museum. Het tij kon echter niet meer worden gekeerd. Toen ook de huisvesting niet langer mogelijk was doordat het Paviljoen Welgelegen bestemd werd tot Provinciehuis van Noord-Holland, werd de school op 1 september 1926 opgeheven.

## Docenten
- Klaas van Leeuwen
- Chris Lebeau
- Jakob Smits
- Willem Wenckebach

### Afdeling bouwkunde
Docenten aan de afdeling bouwkunde waren onder andere:
- Herman Ambrosius Jan Baanders
- Karel de Bazel
- Cornelis Blaauw
- J. Crouwel
- Johan Wilhelm Hanrath
- J.F. Klinkhamer
- Mathieu Lauweriks
- J. de Meyer
- A.M.J. Sevenhuysen
- P. Vorkink
- H.J.M Walenkamp
- Frans Zwollo sr.

## Oud-studenten
- Hans Bentinck
- Hans Beers
- Johan Briedé
- Jan Bronner
- Maurits Cornelis Escher
- Frans ter Gast
- Herman Kruyder
- Marie Kuyken
- Louise Lau
- Chris Lebeau
- Ita Mees

- Menno van Meeteren Brouwer
- Benjamin Merkelbach
- Erna van Osselen
- Ina Rahusen
- Coba Ritsema
- Suze Rosse
- Huib de Ru
- Jaap Wagemaker
- Oswald Wenckebach
- Willem IJzerdraat